# シーケー物流
シーケー物流株式会社（シーケーぶつりゅう）は愛知県半田市に本社を置く物流・倉庫業の会社。
中部鋼鈑株式会社の小会社で、中部鋼鈑の鋼鈑などの製品の出荷を一手に担っている。半田の本社では危険物を倉庫で保管する事業を展開している。

## 事業内容
- 倉庫事業部
  - 危険物の保管・荷役
  - 毒物・劇物の保管・荷役
  - 輸出入危険物の取扱い
  - コンテナ積み入れ・積み出し作業（保税蔵置場）
- 運輸事業部
  - 鋼材の荷役作業
  - 貨物の取扱い及び運送

## 沿革
- 1997年4月 - シーケー物流株式会社設立
- 1997年8月 - 危険物屋内貯蔵所1棟目完成
- 2000年3月 - 危険物屋内貯蔵所2棟目完成
- 2002年4月 - 中部鋼鈑株式会社構内に名古屋事業所を設立。鋼材の荷役及び運送事業を開始
- 2006年6月 - 危険物屋内貯蔵所3棟目完成
- 2010年3月 - 危険物屋内貯蔵所4棟目完成
- 2013年8月 - 危険物屋内貯蔵庫5棟目・取扱所完成
- 2017年3月 - 危険物屋内貯蔵所6棟目完成
- 2019年2月 - 危険物屋内貯蔵所7棟目完成
- 2019年2月 - 400kVA非常用発電機完成

## 関係会社
- 中部鋼鈑株式会社
  - 〒454-8506 名古屋市中川区小碓通五丁目1
- 明徳産業株式会社
  - 〒454-8506 名古屋市中川区小碓通五丁目1
- シーケー商事株式会社
  - 〒455-0077 名古屋市港区小割通一丁目2-1 CKビル3F
- シーケークリーンアド株式会社
  - 〒455-0077 名古屋市港区小割通一丁目2-1 CKビル2F